# 좁은잎가락도마뱀붙이
좁은잎가락도마뱀붙이(Phyllodactylus angustidigitus)는 내로우 리프토 게코(narrow leaf-toed gecko)라 불리며, 주둥이에서 항문까지 57 mm까지 자라는 중형 도마뱀붙이류이다.
이 종은 페루 남부의 이카 주에 고유하며, 분포 범위는 파라카스 국립보호구역(en:Paracas National Reservation), 바히아인데펜덴시아(es:bahía de la Independencia)의 인디펜덴시아섬(es:Isla Independencia), 파라카스 반도 서쪽의 산가얀섬(en:San Gallán Island)에 한정된다. 이 도마뱀붙이류는 마찬가지로 페루 남부에 서식하는 남아메리카잎가락도마뱀붙이(en:Phyllodactylus gerrhopygus)와 제일 많이 닮았는데, 크기가 더 작고 네 번째 발가락 끝부분에 박판(en:Lamella (zoology))이 더 많다는 점에서 구별된다.
좁은잎가락은 파라카스의 사막의 도처에 널린 사구, 노두, 작은 언덕에 서식하지만, 대개 해안가 근처에 흔한 편이다. 이 도마뱀붙이류는 조가비와 자갈로 뒤덮인 해안가에 흔하며, 모래사장을 좋아하지 않는 것으로 보인다. 곤충, 갑각류, 거미 따위의 작은 무척추동물을 섭취한다. 암컷은 알을 딱 하나만 낳는다.